# بايرن ميونخ موسم 2013–14
كان موسم 2013–14 هو الموسم الـ115 لنادي بايرن ميونخ في تاريخ النادي والموسم الـ49 على التوالي في دوري الدرجة الأولى الألماني لكرة القدم، البوندسليغا، منذ ترقيتهم من دوري المنطقة الجنوبية في عام 1965. شارك بايرن في نسخ هذا الموسم من كأس ألمانيا، وكأس السوبر الألماني، ودوري أبطال أوروبا، وكأس السوبر الأوروبي، وكأس العالم للأندية.
أصبح بيب غوارديولا المدرب الجديد. تعاقد بايرن مع يان كيرشهوف، ماريو غوتزه، وتياغو. عاد ميتشل فايزر من فترة الإعارة. أناتولي تيموشوك، ماكسيميليان ريدمولر، دالي جينينغز، ماريو غوميز، لويس غوستافو وإمري تشان غادروا بايرن. جعل نيلس بيترسن فترة إعارته دائمة. بدأت فترة ما قبل الموسم في 26 يونيو.
بدأ بايرن مشواره في الدوري الألماني في 9 أغسطس ضد بوروسيا مونشنغلادباخ بفوزه 3–1 وأنهى مشواره في 10 مايو بفوزه 1–0 على شتوتغارت. هزم بايرن شوارز فايس ريدين 5–0 في الجولة الأولى من كأس ألمانيا. دخل بايرن إلى دوري أبطال أوروبا في مرحلة المجموعات. هزموا فريق سيسكا موسكو بنتيجة 3–0 في مباراتهم الافتتاحية في البطولة يوم 17 سبتمبر. ذهبوا إلى كأس العالم للأندية في ديسمبر وحصلوا على لقب بطل العالم للأندية بعد الفوز على غوانجو والرجاء البيضاوي. وكان بايرن أيضًا في كأس السوبر الألماني وكأس السوبر الأوروبي. خسروا أمام بوروسيا دورتموند في كأس السوبر الألماني وهزموا تشيلسي بركلات الترجيح في كأس السوبر الأوروبي، مما جعل عام 2013 العام الأكثر نجاحًا في تاريخ النادي من حيث عدد البطولات التي فازوا بها (خمسة).